# Murape Murape
Murape Murape, (ur. 1 lipca 1980 roku w Chitungwiza) – zimbabwejski piłkarz występujący obecnie w Dynamos Harare. Najlepszy piłkarz roku 2007 w Zimbabwe.